# Odbor obecné kriminality

Znak Policie ČR

Odbor obecné kriminality či Oddělení obecné kriminality (zkráceně OOK) je útvar Policie České republiky zabývající se tzv. obecnou kriminalitou, mezi což spadá majetková kriminalita (např. majetkové podvody a krádeže) zejména se škodou nad 5 milionů Kč, násilné trestné činy (ublížení na zdraví, vraždy, znásilnění apod.), drogová kriminalita a delikty ohrožující osoby a majetek. Obecně se jedná o skutkové podstaty činů, jejichž minimální trestní sazba dosahuje aspoň pěti let trestu odnětí svobody. Zabývá se také prevencí takovýchto činů.
Odbor dále zajišťuje pátrání po osobách, věcech či vozidlech; na starosti má též identifikace neznámých mrtvol.